# Mġarr
Mġarr (engelska: Mġarr) är en ort och kommun i republiken Malta. Den ligger i den västra delen av landet, 14 kilometer väster om huvudstaden Valletta.